# Linsey Godfrey
Linsey Godfrey est une actrice américaine née le 25 juillet 1988 à Stuart (Floride).

## Biographie
Lindsey est née en Floride à Stuart et elle est la fille de Char Griggs et Ronnie Griggs. Ils déménagent à Los Angeles quand elle est jeune.

## Vie privée
Le 12 juin 2014, elle donne naissance à son premier enfant avec son ex-compagnon Robert Adamson.
Le 2 février 2015, elle est blessée après un accident de voiture. Elle est percutée par une voiture alors qu'elle marchait sur le trottoir. Elle a eu les deux jambes cassées. Elle est aujourd'hui rétablie.
Elle fait son coming out bisexuel en 2021.

## Filmographie

### Cinéma
- 2008 : Super blonde : Brunette
- 2010 : The Assignment : Eliza
- 2011 : The Vestige : Michelle
- 2012 : My Funny Valentine : Jayna
- 2015 : The Culling : Amanda
- 2014 : Altergeist (en) : Sarah

### Télévision
- 2005 : Les Frères Scott : Bard (saison 2, épisode 12)
- 2006 : Surface : Caitlin Blum (saison 1, épisode 11 à 15)
- 2006 : NCIS : Enquêtes spéciales : Stephanie Phillips (saison 3, épisode 18)
- 2007 : Cold Case : Affaires classées : Samantha 'Sam' Randall (saison 5, épisode 9)
- 2010 : Vacances en famille : Charlotte Vickery (téléfilm)
- 2010 : La vie de croisière de Zack et Cody : Willa Fink (saison 3, épisode 13)
- 2011 : Les Experts : Miami : Blair Hawkins (saison 9, épisode 14)
- 2011 : Les Sorciers de Waverly Place : Lucy (saison 4, épisode 22)
- 2012-2018 : Amour, Gloire et Beauté : Caroline Spencer Forrester (494 épisodes)
- 2013 : The Grove : Poppy (téléfilm)
- 2014 : Les Feux de l'amour : Caroline Spencer Forrester (2 épisodes)
- 2018 : Deadly Runway : Jennifer Higgins (téléfilm)
- 2018 : Le prix de la tentation : Angela (téléfilm)
- 2018 : Une Nounou Malveillante : Anna (téléfilm)
- depuis 2018 : Des jours et des vies : Sarah Horton